# جورج ستيوارت فولرتون
جورج ستيوارت فولرتون (بالإنجليزية: George Stuart Fullerton) هو عالم نفس أمريكي، ولد في 18 أغسطس 1859 في Fatehgarh ‏ في الهند، وتوفي في 23 مارس 1925 في بكبسي في الولايات المتحدة.